# 卢淳杰
卢淳杰（1968年2月—），男，汉族，广东普宁人，中华人民共和国政治人物。华南师范大学计算机应用专业本科毕业。

## 生平
1990年7月参加工作，1987年6月加入中国共产党。1999年6月，任共青团汕头市委书记、党组书记、市人大常委。2005年10月，任中共汕头市委副秘书长。2007年2月，任中共南澳县委书记、县人大常委会主任。
2008年9月，任潮州市政府副市长。2011年7月，任中共潮州市委常委、组织部部长。2013年9月，任中共潮州市委常委，市政府常务副市长、党组副书记。2014年8月，任中共潮州市委副书记，市政府代理市长（2015年2月正式当选）、党组书记。
2015年1月13日，广东省第十二届人大常委会第十三次会议补选为第十二届全国人民代表大会代表。

### 落马
2016年6月17日，据广东省纪委消息：广东省潮州市委副书记、市长卢淳杰涉嫌严重违纪，正在接受组织调查。

## 轶事
卢淳杰当初得到潮州市长宝座颇为“偶然”。2014年年初，时任潮州市委副书记、市长李庆雄调任广东省公安厅党委副书记、常务副厅长。2014年7月11日，广东省委组织部曾发布任前公示通告，时任珠江电影集团有限公司董事长、党委书记黄晓东拟任潮州市委副书记、提名为潮州市市长候选人。2014年8月14日晚，广东省委组织部发布省管干部任前公示通告，经省委常委会议投票表决，中共潮州市委常委、常务副市长卢淳杰拟任潮州市委副书记、提名为潮州市市长候选人。据报道在任职公示前，黄晓东曾受中共广东省委原常委、广州市委原书记万庆良（2014年6月落马）邀请，出入私人会所高额消费。